# شعير بحري
الشعير البحري (الاسم العلمي: Hordeum marinum) نوع نباتي يتبع جنس الشعير من الفصيلة النجيلية.  

## الموئل والانتشار
ينتشر في مناطق الوطن العربي المتوسطية (بلاد الشام ومصر والمغرب العربي) وتركيا والقوقاز ومعظم مناطق أوروبا.